# Guido Spek
Guido Spek (Rotterdam, 14 februari 1990) is een Nederlands acteur en muzikant. Hij kreeg bij het grote publiek vooral naamsbekendheid door zijn rol als Sjoerd Bouwhuis in de soap Goede tijden, slechte tijden.

## Levensloop
Op zesjarige leeftijd begon Spek met acteerlessen aan de Jeugdtheaterschool Rotterdam. In 2007 behaalde hij zijn diploma aan het Dalton Lyceum in Barendrecht. Na de middelbare school studeerde Spek aan het Conservatorium van Rotterdam, waar hij de Muziek- en Theateracademie volgde. Hij stond samen met acteur Martin van Waardenberg op de planken met het toneelstuk De Snoepwinkel van Zevensloten. Na kleine gastrollen in televisieseries had Spek vanaf oktober 2010 een hoofdrol in Goede tijden, slechte tijden, als de opstandige Sjoerd Bouwhuis. Hij onderbrak zijn opleiding aan het conservatorium hiervoor. In 2015 speelde hij een van de hoofdrollen in de musical Hartsvrienden, de Nederlandse versie van Blood Brothers. Hij vertolkte daarin de rol van Mickey. In 2017 speelde hij Jack in de musical Into the Woods. In het voorjaar van 2019 was hij te zien in een andere productie van Stephen Sondheim: A Little Night Music.
In 2019 was Spek te zien in het RTL 4-programma The Masked Singer, waarin hij gemaskerd als Leeuw de zangwedstrijd aanging. Hij behaalde de finale en eindigde op de vierde plaats. Voor zijn muziekproject The AbroadCaster maakte hij een half jaar lang elke week een nieuwe 'jngl'.
In 2023 was Spek een van de deelnemers aan het 23e seizoen van het RTL 4-programma Expeditie Robinson, hij behaalde de finale waar hij eindigde als verliezend finalist.
In hetzelfde jaar nam hij deel aan Hunted Vips; hij vormde een duo met Dilan Yurdakul. Ze werden in de 4e aflevering gepakt.

## Filmografie

### Televisie
- 2010–2019: Goede tijden, slechte tijden – Sjoerd Bouwhuis (RTL 4)
- 2021: Flikken Maastricht – Marco Bos (AVROTROS) (seizoen 15, afl. 8: "Piggy Hunt")
- 2025: The Passion – Tomas (KRO-NCRV)

### Film
- 2016: Ghost Rockers - Voor altijd? – Tobias

### Theater
- 2014: De dag dat de papegaai zelf iets wilde zeggen – Jetse Batelaan
- 2015: Hartsvrienden (Blood Brothers) – Micky
- 2017: Into the Woods – Jack
- 2018–2019: De vloer op – Hummelinck Stuurman
- 2019: Vrouwen op de rand van een zenuwinzinking – Carlos
- 2019: Wonderful Town – verteller
- 2019: A Little Night Music – Frid
- 2020: Verliefd op Ibiza – Kevin

#### Deelname
- 2012: Ik hou van Holland (RTL 4)
- 2012: Nick Battle (Nickelodeon)
- 2012: De Jongens tegen de Meisjes (RTL 4)
- 2014: Wij zijn de beste! (Zapp)
- 2017: The Quickest Quiz (NPO 3)
- 2017: Weet ik veel (RTL 4)
- 2017: The Big Music Quiz (RTL 4)
- 2018: Een goed stel hersens (RTL 4)
- 2019: The Masked Singer in het pak van de leeuw (RTL 4)
- 2023: Hunted VIPS met Dilan Yurdakul (NPO 3)
- 2023: De Slimste Mens (NPO1)
- 2023: Expeditie Robinson (RTL 4)
- 2023: Oh, wat een jaar! (RTL 4)
- 2023: Waku Waku (NPO 3)
- 2023: Moordfeest (SBS6)
- 2024: Secret Duets (RTL 4)

### Stemacteur
- 2012–2017: Ultimate Spider-Man (animatieserie) – Peter Parker / Spider-Man (104 afleveringen)
- 2013: Lego Marvel Super Heroes: Maximum Overload – Peter Parker / Spider-Man
- 2013: Phineas & Ferb: Mission Marvel – Peter Parker / Spider-Man
- 2013: Monsters University - Improvisatie Club Monster
- 2013–2015: Hulk and the Agent of S.M.A.S.H. – Peter Parker / Spider-Man (5 afleveringen)
- 2013–2019: Avengers Assemble – Peter Parker / Spider-Man(5 afleveringen)
- 2014: Disney Infinity 2.0: Marvel Super Heroes – Peter Parker / Spider-Man
- 2015: Disney Infinity 3.0 – Peter Parker / Spider-Man
- 2015: Lego Marvel Super Heroes: Avengers Reassembled – Peter Parker / Spider-Man

## Discografie

### Singles
| Single met eventuele hitnotering(en) in de Nederlandse Top 40 | Datum van verschijnen | Datum van binnenkomst | Hoogste positie | Aantal weken | Opmerkingen                                                         |
| ------------------------------------------------------------- | --------------------- | --------------------- | --------------- | ------------ | ------------------------------------------------------------------- |
| Jij                                                           | 08-07-2011            | 23-07-2011            | Tip21           | -            | als Sjoerd / met Rikki, Lucas & Edwin / nr. 19 in de Single Top 100 |
| Jij (uptempo remix)                                           | 27-08-2011            | -                     |                 |              | als Guido / met Ferry / nr. 33 in de Single Top 100                 |
| Passing Times                                                 | 12-2013               | -                     |                 |              | als Guido / met Pip Pellens                                         |